# Josep Maria Pagès i Vicens
Josep Maria Pagès i Vicens (Sant Feliu de Guíxols, Baix Empordà, 1896 - Girona, 1982) fou un compositor català.
Amb Agustí Grau i Ernest Cervera fou redactor de la revista Revista Catalana de Música.
De les seves composicions destaquen Els contes de la llar (1922), Càntic d'amor, estrenat el 1926 per l'Orquestra Pau Casals, La princesa blanca (1929) i Jocs de mainada (1935). Va escriure l'òpera Las bodas de Camacho (1940).